# Saab Sonett I

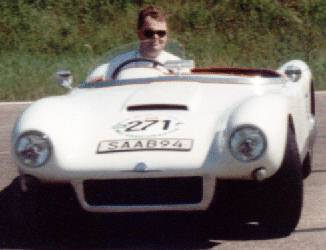
Saab 94 #1

De Saab Sonett I is een auto geproduceerd door Saab.
Op 16 maart 1956 werd de Saab Super Sport oftewel de Saab 94 (later bekend als de Sonett I) tentoongesteld op de Bilsalong in Stockholm. Slechts 6 exemplaren werden gemaakt, de eerste had een handgemaakte carrosserie en de andere werden gemaakt van een vezelversterkte kunststof (glasvezel versterkt polyester) met de eerste auto als mal.
De Sonett I had een driecilinder-tweetaktmotor van 748 cc zoals ook gebruikt in de Saab 93, maar opgevoerd tot 57,5 pk (43 kW). Het ontwerp, van de Zweedse ontwerper Sixten Sason, was zijn tijd vooruit en gebaseerd op een aluminium doosconstructie. Echter, de regels voor autoraces veranderden en daar het niet meer toegestaan was om opgevoerde standaard auto's te gebruiken werden er maar 6 gemaakt. In september 1956 brak auto nummer 1 het Zweedse snelheidsrecord voor auto's tot 750 cc, met een snelheid van 159,4 km/u.